# Rativtsi
Rativtsi (Oekraïens: Ратівці, Hongaars: Rát) is een dorp in Oekraïne in de oblast Transkarpatië in de rajon Oezjhorod in de gemeente Sjoerte de nabijheid van de hoofdstad Oezjhorod.
Het dorp telde in 2001 in totaal 1470 inwoners, in het merendeel Hongaren (80,6%). In het dorp is een Hongaarstalige basisschool.
Vrijwel alle inwoners behoren tot de Hongaarse minderheid in Oekraïne.